# 證券
有價證券（英語：Marketable Securities），簡稱證券（Securities），是一種表示財產權的有價憑證，持有者可以依據此憑證，證明其所有權或債權等私權的證明文件。例如：國債券、股票、债券、权证、權益證券和股票價款繳納憑證等。
证券也是多种经济权益凭证的统称，是证明证券持有人有权按其券面所载内容取得应有权益的书面证明。按其性质，不同证券分为证据证券，凭证证券、有价证券等等。有些证券是可以在市场上流通的，证券的存在活跃了金融、经济和投资。对证券的不恰当投机，例如“无货沽空”，可能导致金融市场的动荡。

## 基本屬性
一般證券 （页面存档备份，存于）的基本屬性有市場性、流動性、報酬性及風險性四種。
市場性（Marketability）：
市場性是指能在短時間內，有足夠交易市場以處理相當數量的交易，而且不會受到重大的價格損失。
流動性（Liquidity）：
流動性是將有價證券轉換成現金過程中，是否產生其他額外的損失。如果流動性良好，可以很快的轉換成所要的現金，不會產生額外的損失。此外，證券的流動性具有市場性且能免除價格風險。
報酬性（Return）：
證券的報酬來源大致有二：投資收益和資本利得。
- 投資收益包括：股息和利息收入。
- 資本利得包括：買價與賣價的差額。

股票的投資報酬為股息與差價；債券的投資報酬為利息。
風險性（Risk）：
報酬的產生，必定也承受相當程度的风险。一般而言，由於報酬中含有「風險溢酬」，風險越高，報酬也越大。正常狀況下，股票的風險會大於債券的風險。

## 貨幣市場的證券
货币市场係指利用一年以內之短期有價證券來進行交易的金融市场。而所謂貨幣市場證券係指政府、金融機關、企業等為籌集短期資金而發行到期日在一年以內的有價證券。

### 種類
- 國庫券（Treasury Bill）
- 銀行承兌匯票（Banker's Acceptance）
- 可轉換定期存單（Certificate of Deposits）
- 商業本票（Commercial Paper）

1. 第一類商業本票（CP1），又稱「交易性商業本票」或「自償性商業本票」
2. 第二類商業本票（CP2），又稱「融資性商業本票」

- 附買回協定（Repurchase Agreement）

## 資本市場的證券
资本市场係指利用一年以上的長期有價證券來進行交易的金融市場。而資本市場證券係指政府、金融機關、企業等為籌集長期資金而發行到期日在一年以上的有價證券。
由於時間比較長，因此风险比貨幣市場證券來得高。

### 種類
- 政府债券（Government Bond）
- 公司債（Bond）
  1. 抵押債券（Mortgage Bonds）
  2. 零息債券（Zero-Coupon Bonds）
  3. 分期還本債券（Serial Bond）
  4. 信用債券（Debenture）
  5. 附屬信用債券（Subordinated Debenture）
  6. 收益債券（Income Bonds）
  7. 可转换债券（Convertible Bonds）
  8. 贖回債券（Callable Bonds）
- 金融债券：專業金融機構為籌措長期資金，所發行的債券憑證。
- 特別股（Preferred Stock）
- 普通股（Common Stock）

## 另見
- 标题以開頭的所有条目